# Шанван, Элен
Эле́н Шанва́н (фр. Hélène Champvent; 1 марта 1891, Неаполь — 23 ноября 1974, Лозанна) — швейцарская писательница.

## Происхождение и семья
Дочь торговца Александра Габриэля Бювло и Эммы Филиппины Гриоле. Была дважды замужем: первый муж — офицер-кавалерист Бернар де Мёстраль, второй муж (с 1922 года) — художник Рене Обержонуа.

## Биография
В детстве жила и получала образование в пансионе в Мо́рже. Позднее переехала в Лозанну, где общалась в кругах писателей и художников, которые были друзьями её второго мужа, со многими из них имела дружеские или деловые отношения. Начала литературную деятельность в 1940 году под воздействием развода и смерти её дочери Мишлин (1913—1938). При поддержке Гюстава Ру и Катрин Колон опубликовала пять романов. Была членом Общества швейцарских писателей и Ассоциации водуазских писателей, в которой с 1944 по 1945 годы занимала должность секретаря.

## Сочинения
- Enfance (1941)
- Destinée (1941)
- Le Compagnon (1950)
- Clair-Obscur (1953)
- L’Insaisissable autrui (1958)

## Награды
- Водуазская литературная премия за роман L’Insaisissable autrui (1960)[1].